# 久野綾希子
久野 綾希子（くの あきこ、1950年8月24日 - 2022年8月22日）は、大阪府出身の日本のミュージカル女優。本名は中川秀子（なかがわ ひでこ）。最終所属事務所はヤザ・パパ所属。

## 来歴・人物
帝塚山学院中学・高等部→愛知県立芸術大学声楽科卒業。大学在籍中『アプローズ』のオーディションに合格し、1972年劇団四季に入団。入団後1976年までは久野秀子名義として活動していた。
卓越した歌唱力と演技で『ジーザス・クライスト＝スーパースター』のマリア役、『ウエストサイド物語』のマリア役、『キャッツ』のグリザベラ役、『エビータ』のエビータ、『コーラスライン』のディアナ役など、数多くのミュージカルで主役を演じ、劇団四季の看板女優として活躍した。
性格は天然なところがあったといわれる。
1986年に劇団四季を退団後は、舞台・テレビドラマ・声優の分野でも活動を続けていた。2001年、『ミュージカル異国の丘』で15年ぶりに古巣・劇団四季の舞台へ復帰。『マンマ・ミーア!』ではドナとロージーを演じている。
2022年8月22日20時31分、東京都の病院で乳がんのため死去した。71歳没。

## 出演作品

### 舞台

#### 劇団四季の作品
- 王様の耳はロバの耳 （森の精）
- テッサ（ケイト）
- 桃次郎の冒険（あんず）
- エレクトル（小さいユーメニード）
- ポセイドン仮面祭（ミナ）
- 越路吹雪ドラマチックリサイタル
- キューちゃんの鐘（山田まゆみ）
- シラノ・ド・ベルジュラック（待女/待ちの娘/教妹マルト）
- 雪ん子（ゆき）
- ジーザス・クライスト＝スーパースター（73年初演はアンサンブル/76年～マリア）
- 冒険者たち～ガンバとその仲間～（イカサマ/潮路）
- 青い鳥（ネコ）
- ふたりのロッテ（ロッテ）
- わが青春の北壁（有光夏子）
- ウエストサイド物語（マリア）
- 櫻の園（アーニャ）
- リトル・ナイト・ミュージック
- コーラスライン（ディアナ）
- 赤毛のアン（アン・シャーリー）
- かもめ（ニーナ）
- 幻の殺人者（女優１）
- エビータ（エビ―タ）
- アプローズ（イヴ・ハリントン）
- ユリディス（ユリディス）
- キャッツ（グリザベラ）
- ミュージカル異国の丘（アグネス・フォーゲル夫人）
- マンマ・ミーア!（ドナ・シェリダン、ロージー）

#### 退団後の作品
- ズーム・レンズ（1987年）
- 冬物語（1987年）
- リトル・ショップ・オブ・ホラーズ（1987年）
- 王様と私（1988年）
- 恋の最終便（1989年）
- I do! I do!（1991年）
- ブラッド・ブラザーズ（1991年）
- ルナ（1992年）
- シティ・オブ・エンジェルズ（1992年）
- ホロー荘の殺人（1993年）
- ガイズ・アンド・ドールズ（1993年）
- アユタヤの星（1993年）
- リチャード三世（1995年）
- シンデレラ（1995年）
- 私はラッパポートじゃないよ（1996年）
- ラヴ・レターズ（1996年）
- 奇跡の人（1997年）
- 花よりタンゴ（1997年）
- ハムレット（1998年）
- シャンポーの森で眠る（1998年）
- 見えない橋 （1998年）
- 迷宮伝説〜雨月の愛〜（1998年）
- 美しきものの伝説（1999年）
- アイラブニューヨーク（2000年）
- 宵待草（2000年）
- ファデット（2000年）
- バッド・ニュース☆グッド・タイミング（2001年）
- テネシーワルツ〜江利チエミ物語〜（2005年）
- モスクワからの退却（2007年）
- サクラ大戦 - ラチェット・アルタイル 役
  - 紐育レビュウショウ〜歌う♪大紐育♪3〜ラストショウ（2008年）
  - 紐育星組ライブ2011〜星を継ぐもの〜（2011年）
  - サクラ大戦 武道館ライブ2 〜帝都・巴里・紐育〜（2011年）
  - サクラ大戦 紐育星組ライブ2012 誰かを忘れない世界で（2012年）
  - 紐育星組ショウ2013 〜ワイルド・ウエスト・希望〜（2013年）
  - サクラ大戦 紐育星組ショウ2014 お楽しみはこれからだ（2014年）
  - 「サクラ大戦歌謡ショウより〜『初夢の男たち』大帝国劇場支店花やしき支部劇場」浅草花劇場（2020年1月3日 - 1月5日） - スペシャルゲスト
- ヘンリー六世（2009年、新国立劇場） - オーベルニュ伯爵夫人役 / 第1部、エリナー・コバム役 / 第2部
- る・ひまわり「こころ」（2011年、青山円形劇場）
- ボンベイドリームス（2015年）
- Endless SHOCK（2018年、帝国劇場）[6]
- ローリング・ソング（2018年、紀伊國屋サザンシアターTAKASHIMAYA） - 山脇久美子 役[7]
- お家さん（2019年、COOL JAPAN PARK OSAKA TTホール）[8]
- ミュージカル『Little Women -若草物語-』（2019年9月） - マーチおばさん／カーク夫人 役
- ローマの休日（2020年12月 - 2021年、帝国劇場・御園座・博多座） - ヴィアバーグ伯爵夫人 役[9][10]
- アカシアの雨が降る時（2021年、六本木トリコロールシアター） - 桜庭香寿美 役[11]

### テレビドラマ
- 助け人走る 第22話「父子大相剋」（1974年、朝日放送 / 松竹） - 茅乃※久野秀子名義
- 土曜ドラマ 鎌田敏夫シリーズ / 十字路 第一部第2話「出雲編 故郷」（1978年、NHK）
- ギョーカイ君が行く!（1987年、フジテレビ）
- 愛の劇場「うらぎり」（1989年、TBS） - 主演
- 月曜・女のサスペンス「広瀬川心中」（1989年、テレビ東京） - 主演
- 火曜サスペンス劇場
  - 同窓生（1988年9月、日本テレビ・ライトヴィジョン） - 主演
  - 向かいの家（1991年5月、日本テレビ・総合プロデュース） - 主演
  - 弁護士・高林鮎子16･霧の旅･唐津の殺人-殺人現場に故意に残された前科ある女の指紋-（1995年4月4日） - 川島千景 役
  - 監察医・室生亜季子20・拳銃（1996年6月、日本テレビ・東映） - 芦田ゆり
- 土曜ワイド劇場 西村京太郎トラベルミステリー18 オホーツク殺人ルート さい果てツアーの謎!（1990年10月6日、テレビ朝日） - 香西けい子
- しあわせの決断（1992年、フジテレビ）
- 土曜ドラマ がんばらんば〜平成の島原大変〜（1993年、NHK）
- 運命の森（1994年4月-7月、東海テレビ・フジテレビ系） - 主演・北里景子 役
- はぐれ刑事純情派（テレビ朝日 / 東映）
  - 第9シリーズ 最終話SP「冤罪!? 多重人格者の妻！辞表を提出した安浦刑事」（1996年9月25日）
  - 第13シリーズ 第25話SP「津軽海峡、さいはての母！息子は殺人犯!?東京－青森－龍飛岬、犬だけが真実を知っていた…」（2000年9月20日） - 白井芳美 役
- 大岡越前 第15部 第13話「母恋し!」（1998年12月7日、TBS） - おとき
- 元禄繚乱（1999年、NHK大河ドラマ） - 矢頭菊 役
- バースデイ〜こちら椿産婦人科〜 第6話「初孫抱く47才独身女教師の告白妊娠3カ月」（1999年、テレビ東京）
- オアシス（2000年、NHK）
- 金曜エンタテイメント「医局派遣医・藪仁平」（2003年、フジテレビ） - 藪典子
- カエルの王女さま（2012年、フジテレビ） - 森香奈絵
- 金曜プレステージ「浅見光彦シリーズ50・貴賓室の怪人」（2014年、フジテレビ） - 松原泰子
- 破門（2015年、BSスカパー!） - 二宮悦子

### 映画
- トットチャンネル（1987年） - 中野葵子
- 奇跡の山 さよなら、名犬平治（1992年） - 牧村美智代
- 釣りバカ日誌6（1993年） - 本間澄子

### 劇場アニメ
- サクラ大戦 活動写真（2001年） - ラチェット・アルタイル[12]

### ゲーム
- サクラ大戦V 〜さらば愛しき人よ〜（2005年） - ラチェット・アルタイル

### 洋画
- 王様と私（アンナ） ※テレビ東京版
- コーラスライン（キャシー（アリソン・リード））
- モール・フランダース 運命の女（モール・フランダース）

### 海外ドラマ
- インディ・ジョーンズ/若き日の大冒険（マタ・ハリ）
- 名探偵ポワロ 第26話「二重の手がかり」（ロザコフ伯爵夫人）

### ナレーター
- 日本鬼子 リーベン・クイズ （2001年、ドキュメンタリー映画）
- オッと!（2004年 - 2006年、テレビ東京）
- 知ってるつもり?!（日本テレビ）
- 世界わが心の旅（NHK）
- 知への旅（NHK）

### CM
- カネボウ化粧品 EVITA（1982年）
- 三和シヤッター工業ドア（1989年）

## ディスコグラフィー
- メモリー (EP盤/7A0327)
- ミュージカル ウェストサイド物語 オリジナル東京キャスト盤(CD/HMI-116-7)
- 久野綾希子 DRAMATIC(CD/CT32-5537)
- ミュージカル"エビータ"劇団四季「日生劇場ライブ/完全収録盤」(LP盤・CD/ABCS-55)
- ミュージカル『エビータ』(オリジナル東京キャスト盤）(LP盤・CD/CDSOL-1831)
- ゴールデン☆ベスト 久野綾希子(CD/UPCY-7030)
- 久野綾希子「SHOW STOPPERS!」(CD/VICP-64695A)
- サクラ大戦 活動写真 「奇跡の鐘/すべては海へ」(シングルCD/AVCA14248）

### 参加作品
- サクラ大戦 紐育星組ライブ2011 ～星を継ぐもの～(ライブCD/WWCE-31257-8)[13]
- サクラ大戦・紐育レビュウショウ～歌う♪大紐育♪３～ラストショウ／紐育星組(CD/WWCE-31185)
- タンゴのすべてTODOS DEL Tango(CD/UICZ-4409)

その他、出演作品LP(CD)、シングルCD、参加作品CDなど多数。サブスクリプション、ダウンロード販売など。